# Navbahor Namangan
El Navbahor Namangan es un equipo de fútbol de Uzbekistán que juega en la Liga de fútbol de Uzbekistán, la liga de fútbol más importante del país.
Fue fundado en el año 1974 en la ciudad de Namangan con el nombre Tekstilshchik Namangan, el cual usaron hasta 1980 cuando le pusieron Navbahor Namangan, el cual cambiaron en 3 años después para llamarse Avtomobilist Namangan por razones de patrocinio hasta 1988, cuando regresaron al de Navbahor Namangan, el cual mantienen actualmente, el cual significa Nueva Primavera. Desde 1978 participó en 1 de las  zonas regionales de la Segunda División de la Unión Soviética hasta que en 1990 ascendió a la Primera División de la Unión Soviética. Es uno de los 3 equipos junto al FC Pakhtakor y FK Neftchi Farg'ona que han jugado todas las temporadas de la Liga de fútbol de Uzbekistán, aunque solo en 1 ocasión la han ganado, han ganado el torneo de copa en 3 ocasiones en 4 finales jugadas y 1 título de Super Copa en 2 finales jugadas.
A nivel internacional ha participado en 3 torneoso continentales, donde su mejor participación ha sido en la Recopa de la AFC del año 2000, en la cual llegaron hasta las Semifinales.

## Palmarés
- Liga de fútbol de Uzbekistán: 1

1996
- Copa de Uzbekistán: 3

1992, 1995, 1998
- Supercopa de Uzbekistán: 1

1999

## Participación en competiciones de la AFC
- Copa de Clubes de Asia: 1 aparición

1998 - Cuartos de final
- Recopa de la AFC: 2 apariciones

| 1997 - Segunda Ronda | 2000 - Semifinales |

## Entrenadores
| Nombre               | País            | Periodo                     |
| -------------------- | --------------- | --------------------------- |
| S.A. Dozeno          | Unión Soviética | 19??–84                     |
| Pavel Kim            | Unión Soviética | 1984–julio de 1987          |
| Petr Boldyrev        | Unión Soviética | Julio de 1988–junio de 1989 |
| Valery Gladilin      | Unión Soviética | Julio de 1989–1990          |
| Igor Volchok         | Unión Soviética | 1990–1991                   |
| Berador Abduraimov   | Uzbekistán      | 1992                        |
| Boris Babaev         | Uzbekistán      | 1993, Primera Vuelta        |
| Usman Asqaraliev     | Uzbekistán      | 1993, Segunda Vuelta        |
| Sharif Nazarov       | Uzbekistán      | 1994–95                     |
| Berador Abduraimov   | Uzbekistán      | 1995                        |
| Igor Volchok         | Rusia           | 2003                        |
| Rakhim Kurbanmamedov | Turkmenistán    | 2005                        |
| Rustam Zabirov       | Uzbekistán      | 2005–08                     |
| Eldor Sakaev         | Uzbekistán      | 2008                        |
| Rakhim Kurbanmamedov | Turkmenistán    | 2009                        |
| Viktor Djalilov      | Uzbekistán      | 2010                        |
| Mustafo Bayramov     | Uzbekistán      | 2011–                       |

## Jugadores

### Jugadores destacados
- Oston Urunov
- Jasurbek Yakhshiboev